# Їжатка
Їжатка, або китицехвостий їжатець (Atherurus Cuvier, 1829) — рід родини їжатцеві (Hystricidae). Налічує 2 види тварин, один мешкає в Південно-Східній Азії, інший — у Центральній Африці.

## Зовнішня морфологія
Шкура майже повністю вкрита голками, хоча на голові, ногах і нижніх частинах тіла вони м'якші. Голки по центру спини найдовші. Основна частина хвоста зодягнена подібно до спини, середня частина луската, а прикінцева частина має пучок товстої щетини. Забарвлення верхніх частин тіла — від сірувато-коричневого до чорнувато-коричневого кольору і окремі волосинки мають білуваті кінчики. Сторони блідіші, ніж спина, а нижні частини тіла майже білі. Хвостовий пучок від білуватого до кремово-темно-жовтого. Має відносно довге тіло; короткі, міцні лапи; короткі, заокруглені вуха. Частково перетинчасті ноги озброєні прямими кігтями. Хвіст довжиною від 1/4 до 1/2 довжини голова й тіла; хвіст легко ламається і часто втрачається.

## Проживання та поведінка
Ці гризуни живуть у лісах на висоті до 3000 метрів. Вони ведуть виразно нічний спосіб життя, знаходячи укриття вдень ув отворах між коріннями дерев, у скелястих ущелинах, термітниках, печерах або ерозійних порожнинах. В основному наземні, але здатні стрибати на висоту більше ніж на 1 метр і можуть добре плавати. Їжею для них є, головним чином, зелень, кора, коріння, бульби і фрукти, іноді — культурні рослини, комахи і падло.

## Використання в їжу
Їжатки слугують бушміт в нігерійській кухні.

## Таксономія
- Рід Atherurus
  - Вид Atherurus africanus  — їжатка африканська (Африканський китицехвостий їжатець)
  - Вид Atherurus macrourus — їжатка азійська (Азійський китицехвостий їжатець)